# エイジアンウインズ
エイジアンウインズ（欧字名:Asian Winds、2004年3月28日 - 2025年3月14日）は、日本の競走馬、繁殖牝馬。
2008年のヴィクトリアマイル（JpnI）、阪神牝馬ステークス（GII）優勝馬である。

## 経歴

### デビューまで
サクラサクII（サクラサクザセカンド）は、北海道浦河町の村下牧場で生まれた牝馬である。父は、シャトル種牡馬として日本で供用されたデインヒル、曾祖母はスペシャル、祖母は、エイコーンステークス3着、アーキペンコの母として知られるバウンドであった。デビュー前にアメリカに渡り、アメリカで競走馬としてデビュー。1戦未勝利の後、日本に舞い戻り、社台ファームで繁殖牝馬となった。
初年度はグラスワンダー、2年目はエルコンドルパサーとの交配を経た3年目の2003年、フジキセキと交配する。そして2004年3月28日、北海道千歳市の社台ファームにて、サクラサクIIの3番仔である鹿毛の牡馬（後のエイジアンウインズ）が誕生する。
3番仔は、牧場の長浜卓也によれば「当歳時からあか抜けて、いい馬」だったという。育成段階に入っても「おてんば」（長浜）だったものの、推進力に優れ、集団調教をしても目立つほうだったという。しかし、脚元が弱いという問題を抱えていた。当歳のとき、社台ファームは売却を目論み、セレクトセールに上場している。弱い脚元のために、開始価格800万円と安く設定されていた。
セレクトセールでは、京都府の内科の開業医、1993年東京優駿（日本ダービー）優勝馬ウイニングチケットの所有者である太田美實が馬を探していた。太田は、星川薫調教師を通じて知り合った星川厩舎出身、2001年開業の調教師の藤原英昭に、予算2000万円を託す。そして藤原は、サクラサクIIの3番仔を見出していた。競りに臨み、予算内で落ち着く1800万円で終結する。かくして太田の所有、藤原の管理となった。
3番仔は、太田の夫人、元タカラジェンヌの珠々子が「エイジアンウインズ」と命名する。エイジアンウインズとは「アジアの風」という意味であり、珠々子が感銘を受けた宝塚歌劇団のレビュー「ASIAN WINDS! -アジアの風-」から、作及び演出の競馬好き・岡田敬二の了解を得て拝借していた。
エイジアンウインズは、落札した藤原厩舎に入厩する。デビューしてしばらくは、脚への負担を考慮してダートに出走することとなる。

### 競走馬時代
2006年12月3日、阪神競馬場の新馬戦でデビューし、2戦目で勝ち上がった。その後、3歳始動戦の若菜賞（500万円以下）では、逃げたが、アマノチェリーランなどに捕まり3着だった。その後、条件戦で2勝目を挙げ、ダートで出世を果たした。芝のクラシック第1弾・桜花賞を目指すことも可能だったが、脚元を考慮して自重し、宮崎育成センターで放牧。芝参戦は秋以降とし、具体的に4歳春のヴィクトリアマイル出走を目標とした。
秋初戦のダート9着の後、11月18日の京都競馬場・宝ヶ池特別（1000万円以下）で芝に挑み、6番人気2着。以降、芝参戦を解禁する。12月1日の中京競馬場・鳥羽特別（1000万円以下）では、2番人気に推され、後続に1馬身4分の3突き放して3勝目、芝初勝利を挙げた。
それから4ヶ月空ける間に年をまたいで4歳、2008年3月1日の韓国馬事会杯（1600万円以下）で復帰し1番人気に推されるも、逃げたウエスタンビーナスに及ばず2着だった。ここから藤原は、まず3月15日のうずしおステークス（1600万円以下）に臨み、4月12日の阪神牝馬ステークス（GII）を経て、ヴィクトリアマイルへ参戦しようと目論んでいた。しかし第一段階のうずしおステークスで出走枠から溢れて、出走が叶わなかった。そこで予定を変更して3月30日の心斎橋ステークス（1600万円以下）に参戦、スタートで出遅れるも、直線外から追い上げ、すべて差し切り優勝。オープン昇格を果たした。
除外により、予定が狂ったもののは計画は変更せず、心斎橋ステークスから中1週、2週間後の阪神牝馬ステークス出走を強行した。15頭立ての中、単勝オッズ8.8倍の5番人気だった。京都牝馬ステークス4着のブルーメンブラット、前年優勝馬ジョリーダンス、前年の優駿牝馬優勝馬ローブデコルテ、前々年の桜花賞優勝馬キストゥヘヴンに次ぐ評価だった。スタートからハナを奪って逃げ、先頭を守って最終コーナーを通過した。直線では突き放して独走する。後方から追い込んできたブルーメンブラットが接近して来たが逃げ切り、クビ差だけ早く決勝線に到達した。重賞初勝利、導いた鮫島良太は、アストンマーチャンの2006年小倉2歳ステークス以来の重賞2勝目だった。

芝転向後すべて連対する成績を残し5月18日、大目標のヴィクトリアマイル（JpnI）に至る。単勝オッズ13.4倍の5番人気だった。18頭立ての中、大きな注目を集めたのは、東京優駿優勝牝馬、それ以降約1年間勝利のないウオッカであり、2.1倍の1番人気だった。以下、重賞2着2回のニシノマナムスメ、前年の優駿牝馬2着のベッラレイア、ブルーメンブラットと続いていた。ここまで2戦は、鮫島が導いていたが、大目標には藤田伸二が起用された。藤原と藤田は、競馬学校時代からの付き合いがあり、厩舎初期から管理馬の騎乗に藤田を起用することも多かった。この関係から、藤原は「最初のGI（級競走）は藤田で勝ちたかった」と後に回顧している。レース前日、二人は東京競馬場の馬場を歩き、芝の状態を確認し作戦を立てていた。
3枠6番から好スタートして好位を確保し、ウオッカを真後ろに置く6、7番手だった。前日の打ち合わせで、馬場の内側が荒れていることを把握していたため、内をいくらか避けながら追走となった。ピンクカメオがスローペースで逃げる中、7番手で最終コーナーを通過。直線では、内からブルーメンブラットがピンクカメオに代わって抜け出しており、それを外から追いかける形となった。前にはニシノマナムスメ、ベッラレイアに進路を塞がれていたが、その間を割って抜け出し、末脚を発揮する。ブルーメンブラットをゴール手前で捉えて先頭となった。同じ頃、大外ではウオッカが追い上げており、ウオッカはブルーメンブラットを遅れて捉えていた。ウオッカは、先頭を脅かしてきたものの、その差が4分の3馬身まで縮まったところが決勝線通過だった。

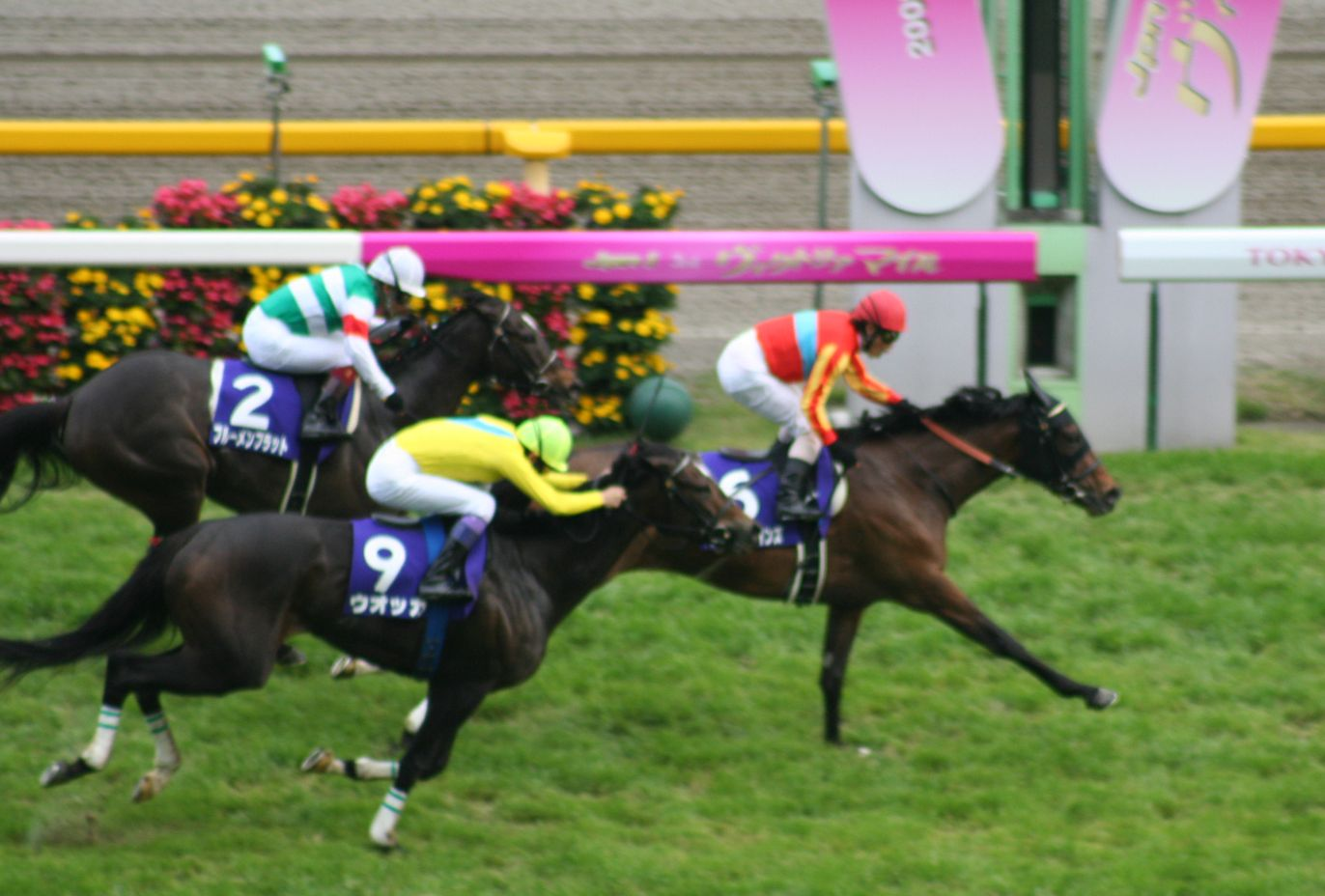
ヴィクトリアマイル決勝線（赤帽:エイジアンウインズ、黄帽:ウオッカ、白帽:ブルーメンブラット）

GI級競走初勝利、レース史上初の栗東トレーニングセンター所属の関西馬による優勝だった。また藤原は、開業8年目でGI級競走初勝利。社台ファームは前々年のダンスインザムード、前年のコイウタに続いてヴィクトリアマイル3連覇を果たした。また太田は、ウイニングチケットで制した1993年東京優駿以来となるGI級競走優勝、83歳での優勝だった。
続いてアメリカのキャッシュコールマイル（G2）出走を予定する。アメリカには、アメリカンオークスに出走を予定した優駿牝馬優勝直後の3歳馬、角居勝彦厩舎のトールポピーと向かう予定だった。しかししばらくしてトールポピーが遠征を断念。帯同馬なしの単独遠征はリスクが大きいとして、連鎖的に出走を断念した。この後は休養して次を見据えたが、戦線に戻ってこなかった。秋冬を経て年をまたぎ2009年、春のヴィクトリアマイルで1年ぶりの復帰を目論んだが叶わなかった。ヴィクトリアマイル優勝から約1年1か月後の6月12日、日本中央競馬会の競走馬登録を抹消、競走馬を引退する。

### 繁殖牝馬時代
引退後は、北海道新ひだか町の藤原牧場にて、太田の所有で繁殖牝馬となる。2015年に太田が死去してからは、妻の珠々子が所有している。産駒はほとんどが太田夫妻の所有馬として競走馬となっている。2番仔のキングカメハメハ産駒・エイジアンドリームが最初に競走馬としてデビューした。5番仔のロードカナロア産駒・メジェールスーは、丹生特別（2勝クラス）、アクアマリンステークス（3勝クラス）を連勝、2020年にはヴィクトリアマイルに出走している。母のウオッカのように、時の大物アーモンドアイ食いが期待されたが、叶わなかった。2022年時点では、7番仔のルーラーシップ産駒・ワールドウインズのみ太田夫妻ではなく、川勝裕之が所有している。ワールドウインズは、2021年の関門橋ステークス（OP）にてパンサラッサなどを下した。
2025年3月14日に死亡。21歳没。

## 競走成績
以下の内容は、netkeiba.com並びにJBISサーチの情報に基づく。
| 競走日 | 競走日 | 競走日 | 競馬場 | 競走名        | 格       | 距離（馬場）  | 頭 数 | 枠 番 | 馬 番 | オッズ （人気） | オッズ （人気） | 着順 | タイム （上り3F） | 着差 | 騎手       | 斤量 [kg] | 1着馬（2着馬）         | 馬体重 [kg] |
| ------ | ------ | ------ | ------ | ------------- | -------- | ------------- | ----- | ----- | ----- | --------------- | --------------- | ---- | ----------------- | ---- | ---------- | --------- | ---------------------- | ----------- |
| 2006.  | 12.    | 03     | 阪神   | 2歳新馬       |          | ダ1400m（良） | 12    | 5     | 5     | 01.8            | （1人）         | 3着  | 1:26.7（38.2）    | -0.6 | 福永祐一   | 54        | シャドウストライプ     | 478         |
|        | 12.    | 24     | 阪神   | 2歳未勝利     |          | ダ1400m（良） | 15    | 8     | 14    | 01.4            | （1人）         | 1着  | 1:26.8（38.2）    | -0.8 | C.ルメール | 54        | （ヤマニンプロローグ） | 468         |
| 2007.  | -1.    | 21     | 京都   | 若菜賞        | 500万下  | ダ1400m（良） | 13    | 1     | 1     | 02.5            | （1人）         | 3着  | 1:25.7（38.5）    | -0.3 | C.ルメール | 54        | アマノチェリーラン     | 466         |
|        | -3.    | 17     | 阪神   | 3歳500万下    |          | ダ1200m（良） | 12    | 7     | 9     | 01.5            | （1人）         | 1着  | 1:13.4（38.5）    | -0.2 | 岩田康誠   | 54        | （トーワスキャット）   | 464         |
|        | 10.    | 27     | 京都   | 3歳1000万下   |          | ダ1400m（稍） | 16    | 7     | 13    | 06.5            | （3人）         | 9着  | 1:25.7（39.0）    | -1.0 | 福永祐一   | 53        | ハナイチリン           | 474         |
|        | 11.    | 18     | 京都   | 宝ケ池特別    | 1000万下 | 芝1400m（良） | 17    | 3     | 5     | 14.4            | （6人）         | 2着  | 1:21.6（34.1）    | -0.1 | C.ルメール | 54        | シャイナムスメ         | 474         |
|        | 12.    | -1     | 中京   | 鳥羽特別      | 1000万下 | 芝1200m（良） | 18    | 3     | 6     | 02.8            | （1人）         | 1着  | 1:07.8（33.6）    | -0.3 | M.デムーロ | 54        | （スプリングタピアン） | 464         |
| 2008.  | -3.    | -1     | 中山   | 韓国馬事会杯  | 1600万下 | 芝1200m（良） | 16    | 3     | 6     | 02.6            | （1人）         | 2着  | 1:08.8（35.2）    | -0.5 | 横山典弘   | 55        | ウエスタンビーナス     | 480         |
|        | -3.    | 30     | 阪神   | 心斎橋S       | 1600万下 | 芝1400m（良） | 18    | 4     | 7     | 03.2            | （1人）         | 1着  | 1:21.5（35.1）    | -0.1 | 鮫島良太   | 54        | （マイネルポライト）   | 480         |
|        | -4.    | 12     | 阪神   | 阪神牝馬S     | GII      | 芝1400m（良） | 15    | 2     | 3     | 08.8            | （5人）         | 1着  | 1:21.4（34.2）    | -0.0 | 鮫島良太   | 55        | （ブルーメンブラット） | 484         |
|        | -5.    | 18     | 東京   | ヴィクトリアM | JpnI     | 芝1600m（良） | 18    | 3     | 6     | 13.4            | （5人）         | 1着  | 1:33.7（33.4）    | -0.1 | 藤田伸二   | 55        | （ウオッカ）           | 486         |

## 繁殖成績
| 誕生年 |        | 馬名                         | 性 | 毛色 | 父                       | 馬主       | 厩舎                                   | 戦績       | 勝ち鞍                                                    | 供用       | 出典   |
| ------ | ------ | ---------------------------- | -- | ---- | ------------------------ | ---------- | -------------------------------------- | ---------- | --------------------------------------------------------- | ---------- | ------ |
| 2011年 | 初仔   | （エイジアンウインズの2011） | 牡 | 鹿毛 | コンデュイット           |            |                                        | （不出走） |                                                           |            | [ 38 ] |
| 2012年 | 2番仔  | エイジアンドリーム           | 牝 | 鹿毛 | キングカメハメハ         | 太田珠々子 | 藤原英昭（栗東）                       | 1戦0勝     |                                                           | 抹消       | [ 39 ] |
| 2013年 | 3番仔  | マッジョテンペスタ           | 牡 | 鹿毛 | ワークフォース           | 太田珠々子 | 藤原英昭（栗東） →金田一昌（金沢）     | 17戦2勝    |                                                           | 抹消       | [ 41 ] |
| 2014年 | 4番仔  | スマイルアゲイン             | 牡 | 鹿毛 | エンパイアメーカー       | 太田珠々子 | 藤原英昭（栗東） →竹之下昭憲（名古屋） | 2戦0勝     |                                                           | 抹消       | [ 43 ] |
| 2015年 | 5番仔  | メジェールスー               | 牝 | 鹿毛 | ロードカナロア           | 太田珠々子 | 藤原英昭（栗東） →四位洋文（栗東）     | 28戦4勝    | アクアマリンS（3勝クラス） 壬生特別（2勝クラス）          | 繁殖       | [ 45 ] |
| 2016年 | 6番仔  | （エイジアンウインズの2016） | 牡 | 鹿毛 | ケープブランコ           |            |                                        | （不出走） |                                                           |            | [ 46 ] |
| 2017年 | 7番仔  | ワールドウインズ             | 騸 | 鹿毛 | ルーラーシップ           | 川勝裕之   | 武幸四郎（栗東） →笹田和秀（栗東）     | 34戦4勝    | 関門橋S（OP） 宇佐特別（2勝クラス） 北斗特別（1勝クラス） | 現役       | [ 47 ] |
| 2018年 | 8番仔  | マイトレジャー               | 牝 | 鹿毛 | マクフィ                 | 太田珠々子 | 武幸四郎（栗東）                       | 1戦0勝     |                                                           | 抹消       | [ 48 ] |
| 2019年 | 9番仔  | ウイングスオブラヴ           | 騸 | 鹿毛 | ルーラーシップ           | 太田珠々子 | 武幸四郎（栗東） →笹田和秀（栗東）     | 17戦1勝    |                                                           | 現役       | [ 49 ] |
| 2020年 |        | （流産）                     |    |      | ダンスディレクター       |            |                                        |            |                                                           |            | [ 2 ]  |
| 2021年 | 10番仔 | ジュエルドパリ               | 牡 | 鹿毛 | ダンスディレクター       | 太田珠々子 | 笹田和秀（栗東） →新子雅司（園田）     | 8戦0勝     |                                                           | 現役       | [ 50 ] |
| 2022年 | 11番仔 | ターミネーター               | 牡 | 鹿毛 | ルーラーシップ           | 川勝裕之   | 笹田和秀（栗東）                       | 2戦0勝     |                                                           | 現役       | [ 51 ] |
| 2023年 | 12番仔 | フウリンカザン               | 牡 | 鹿毛 | カリフォルニアクローム   |            |                                        |            |                                                           | デビュー前 | [ 52 ] |
| 2024年 | 13番仔 | （エイジアンウインズの2024） | 牡 | 青毛 | ブリックスアンドモルタル |            |                                        |            |                                                           |            | [ 53 ] |

- 2025年4月21日現在

## 血統表
| エイジアンウインズの血統  | エイジアンウインズの血統                             | エイジアンウインズの血統                           | （血統表の出典）                                   | （血統表の出典） |
| 父系                      | サンデーサイレンス系                                 | サンデーサイレンス系                               | サンデーサイレンス系                               | [ § 2 ]          |
| 父 フジキセキ 1992 青鹿毛 | 父の父*サンデーサイレンス Sunday Silence 1986 青鹿毛 | Halo                                               | Hail to Reason                                     | Hail to Reason   |
| 父 フジキセキ 1992 青鹿毛 | 父の父*サンデーサイレンス Sunday Silence 1986 青鹿毛 | Halo                                               | Cosmah                                             |                  |
| 父 フジキセキ 1992 青鹿毛 | 父の父*サンデーサイレンス Sunday Silence 1986 青鹿毛 | Wishing Well                                       | Understanding                                      | Understanding    |
| 父 フジキセキ 1992 青鹿毛 | 父の父*サンデーサイレンス Sunday Silence 1986 青鹿毛 | Wishing Well                                       | Mountain Flower                                    |                  |
| 父 フジキセキ 1992 青鹿毛 | 父の母*ミルレーサー Millracer 1983 鹿毛              | Le Fabuleux                                        | Wild Risk                                          | Wild Risk        |
| 父 フジキセキ 1992 青鹿毛 | 父の母*ミルレーサー Millracer 1983 鹿毛              | Le Fabuleux                                        | Anguar                                             |                  |
| 父 フジキセキ 1992 青鹿毛 | 父の母*ミルレーサー Millracer 1983 鹿毛              | Marston's Mill                                     | In Reality                                         | In Reality       |
| 父 フジキセキ 1992 青鹿毛 | 父の母*ミルレーサー Millracer 1983 鹿毛              | Marston's Mill                                     | Millicent                                          |                  |
| 母 サクラサクII 1997 鹿毛 | 母の父*デインヒル Danehill 1986 鹿毛                 | Danzig                                             | Northern Dancer                                    | Northern Dancer  |
| 母 サクラサクII 1997 鹿毛 | 母の父*デインヒル Danehill 1986 鹿毛                 | Danzig                                             | Pas de Nom                                         |                  |
| 母 サクラサクII 1997 鹿毛 | 母の父*デインヒル Danehill 1986 鹿毛                 | Razyana                                            | His Majesty                                        | His Majesty      |
| 母 サクラサクII 1997 鹿毛 | 母の父*デインヒル Danehill 1986 鹿毛                 | Razyana                                            | Spring Adieu                                       |                  |
| 母 サクラサクII 1997 鹿毛 | 母の母*サクラフブキ Sakura Fubuki 1990 鹿毛          | *フォーティナイナー                                | Mr. Prospector                                     | Mr. Prospector   |
| 母 サクラサクII 1997 鹿毛 | 母の母*サクラフブキ Sakura Fubuki 1990 鹿毛          | *フォーティナイナー                                | File                                               |                  |
| 母 サクラサクII 1997 鹿毛 | 母の母*サクラフブキ Sakura Fubuki 1990 鹿毛          | Bound                                              | Nijinsky II                                        | Nijinsky II      |
| 母 サクラサクII 1997 鹿毛 | 母の母*サクラフブキ Sakura Fubuki 1990 鹿毛          | Bound                                              | Special                                            |                  |
| 母系(F-No.)               | Rough Shod系(FN:5-h)                                 | Rough Shod系(FN:5-h)                               | Rough Shod系(FN:5-h)                               | [ § 3 ]          |
| 5代内の近親交配           | Northern Dancer 4・5（母内）、Natalma 5・5（母内）   | Northern Dancer 4・5（母内）、Natalma 5・5（母内） | Northern Dancer 4・5（母内）、Natalma 5・5（母内） | [ § 4 ]          |
| 出典                      | 1. 2. 3. 4.                                          | 1. 2. 3. 4.                                        | 1. 2. 3. 4.                                        | 1. 2. 3. 4.      |